# Phalangiinae
Sous-famille
Les Phalangiinae sont une sous-famille d'opilions eupnois de la famille des Phalangiidae.

## Distribution
Les espèces de cette sous-famille se rencontrent en écozones paléarctique et afrotropicale. Des espèces ont été introduites en Amérique du Nord.

## Liste des genres
Selon World Catalogue of Opiliones (29/04/2021) :
- Bunochelis Roewer, 1923
- Camerobunus Staręga & Snegovaya, 2008
- Coptophalangium Staręga, 1984
- Cristina Loman, 1902
- Dacnopilio Roewer, 1911
- Dasylobus Simon, 1878
- Graecophalangium Roewer, 1923
- Guruia Loman, 1902
- Hindreus Kauri, 1985
- Kalliste Martens, 2018
- Lenkoraniella Snegovaya & Staręga, 2011
- Leptobunus Banks, 1893
- Liopilio Schenkel, 1951
- Liropilio Gritsenko, 1979
- Megistobunus Hansen, 1921
- Metadasylobus Roewer, 1911
- Metaphalangium Roewer, 1911
- Odontobunus Roewer, 1910
- Parascleropilio Rambla, 1975
- Phalangium Linnaeus, 1758
- Ramblinus Staręga, 1984
- Rhampsinitus Simon, 1879
- Rilaena Šilhavý, 1965
- Taurolaena Snegovaya & Staręga, 2009
- Tchapinius Roewer, 1929
- Zachaeus Koch, 1839

## Publication originale
- Latreille, 1802 : « Famille Troisième. Phalangiens. » Histoire naturelle, générale et particulière des Crustacés et des Insectes, F. Dufart, Paris, p. 60–62 (texte intégral).